# Episodi di Peacemaker (seconda stagione)
La seconda stagione della serie televisiva statunitense di supereroi Peacemaker è basata sull'omonimo personaggio di DC Comics. È ambientata nel DC Universe (DCU) e funge da "soft reboot" della serie, iniziata come spin-off del film del 2021 The Suicide Squad - Missione suicida del DC Extended Universe (DCEU). La stagione continua la storia del mercenario gingoista Christopher Smith / Peacemaker. È prodotta dai DC Studios con James Gunn come showrunner. John Cena interpreta il personaggio titolare, riprendendo il suo ruolo da The Suicide Squad, affiancato da Danielle Brooks, Freddie Stroma, Jennifer Holland, Steve Agee, Frank Grillo, Sol Rodríguez, David Denman e Tim Meadows. 
La produzione di una seconda stagione è stata ordinata nel febbraio 2022, con Gunn pronto a scrivere e dirigere tutti gli otto episodi. Le riprese sarebbero dovute iniziare nel 2023, sono state sospese quando Gunn è stato nominato co-presidente dei DC Studios e ha spostato l'attenzione sul film Superman. La serie spin-off Waller aveva inizialmente la priorità, ma la produzione è stata rinviata a causa degli scioperi sindacali di Hollywood del 2023 e nel marzo 2024 Gunn ha annunciato che la seconda stagione di Peacemaker sarebbe arrivata prima. Le riprese sono iniziate il mese successivo, svolgendosi contemporaneamente a quelle di Superman, ai Trilith Studios di Atlanta, Georgia.
La stagione sarà presentata in anteprima sul servizio di streaming Max dal 21 agosto 2025 e sarà composta da otto episodi.

## Episodi
| n° | Titolo originale                  | Diretto da    | Scritto da | Pubblicazione USA |
| -- | --------------------------------- | ------------- | ---------- | ----------------- |
| 1  | The Ties That Grind               | James Gunn    | James Gunn | 21 agosto 2025    |
| 2  | A Man Is Only As Good As His Bird | Greg Mottola  | James Gunn | 28 agosto 2025    |
| 3  | TBA                               | Greg Mottola  | James Gunn | 4 settembre 2025  |
| 4  | TBA                               | Peter Sollett | James Gunn | 11 settembre 2025 |
| 5  | TBA                               | TBA           | James Gunn | 18 settembre 2025 |
| 6  | TBA                               | James Gunn    | James Gunn | 25 settembre 2025 |
| 7  | TBA                               | TBA           | James Gunn | 2 ottobre 2025    |
| 8  | TBA                               | James Gunn    | James Gunn | 9 ottobre 2025    |

Gunn ha anche diretto altri due episodi della serie.

## Personaggi e interpreti
- John Cena interpreta Christopher Smith / Peacemaker: Un mercenario gingoista che crede nel raggiungimento della pace ad ogni costo[6]
- Danielle Brooks interpreta Leota Adebayo: La figlia della leader dell'A.R.G.U.S. Amanda Waller e membro del Team Peacemaker[7]
- Freddie Stroma interpreta Adrian Chase / Vigilante: Un autoproclamato combattente del crimine che considera Peacemaker come un fratello maggiore[8]
- Jennifer Holland interpreta Emilia Harcourt: Un'agente dell'A.R.G.U.S. e membro del Team Peacemaker[7]
- Steve Agee interpreta John Economos: Un agente dell'A.R.G.U.S. che fornisce supporto tattico al Team Peacemaker[7]
- Frank Grillo interpreta Rick Flag Sr.:
Il leader della Creature Commandos e padre di Rick Flag Jr., il leader della Suicide Squad ucciso da Peacemaker nel film The Suicide Squad - Missione suicida (2021). Lo showrunner James Gunn ha detto che Flag Sr. e Peacemaker avevano alcuni «affari in sospeso di cui occuparsi» a causa di ciò.[9][1]
- Sol Rodríguez interpreta Sasha Bordeaux[10]
- Tim Meadows interpreta Langston Fleury: Un agente dell'A.R.G.U.S.[11][12]

David Denman è stato scelto per un ruolo non rilevato. L'aquila di mare testabianca da compagnia di Peacemaker, Eagly, ritorna dalla prima stagione.

## Produzione

### Sviluppo
James Gunn, autore e showrunner della serie Peacemaker del DC Extended Universe (DCEU), ha dichiarato nell'agosto 2021 che voleva realizzare una seconda stagione e si era impegnato a farlo se la serie fosse stata rinnovata. Lo ha ribadito dopo la presentazione della prima stagione nel gennaio 2022, nonostante lui e la star John Cena non avessero ancora accordi per tornare per una seconda stagione e Gunn volesse prendersi una pausa dopo alcuni anni impegnativi. Gunn non ha accettato formalmente di realizzare una seconda stagione finché non ha capito cosa volesse fare con gli archi narrativi dei personaggi, poiché lui e Cena non volevano firmare per qualcosa che non avrebbero amato fare. Il servizio di streaming HBO Max (in seguito ribattezzato Max) ha annunciato ufficialmente la seconda stagione nel febbraio 2022, con Gunn pronto a scrivere e dirigere tutti gli episodi. Ha detto che esplorerà le ripercussioni, buone e cattive, degli eventi della prima stagione.
Discovery, Inc. e WarnerMedia, società madre di Warner Bros., si sono fuse nell'aprile 2022 per formare Warner Bros. Discovery (WBD), guidata dal presidente e AD David Zaslav. Ci si aspettava che la nuova azienda ristrutturasse DC Entertainment e Zaslav iniziò a cercare un equivalente del presidente dei Marvel Studios Kevin Feige per guidare la nuova filiale. Dopo la cancellazione a sorpresa del film Batgirl di DC da parte di WBD ad agosto, Gunn ha detto che la seconda stagione di Peacemaker era «al sicuro» e che le riprese sarebbero iniziate nel 2023. Gunn e il produttorePeter Safran sono stati annunciati come co-presidenti e co-AD degli appena fondati DC Studios alla fine dell'ottobre 2022. Una settimana dopo il loro ingaggio, i due avevano iniziato a lavorare con un gruppo di sceneggiatori per sviluppare un piano di otto-dieci anni per il nuovo DC Universe (DCU) che sarebbe stato un "soft reboot" del DCEU. Gunn e Safran hanno detto che alcuni membri del cast avrebbero ripreso i loro ruoli dal loro film The Suicide Squad - Missione suicida e dalla prima stagione di Peacemaker nel DCU e che sarebbe rimasto un «vago ricordo» di quegli eventi. Poiché Gunn era impegnato con le sue nuove responsabilità, la seconda stagione di Peacemaker è stata sospesa a gennaio 2023. A febbraio, Gunn ha detto che la serie è stata rimandata a causa del suo lavoro sul primo film del DCU, Superman (2025), ma che non era stata cancellata e che sarebbe stata realizzata dopo la serie spin-off Waller. Successivamente ha chiarito che la seconda stagione di Peacemaker sarebbe stato il suo progetto successivo dopo Superman e ha detto che avrebbe fatto parte della lista di contenuti del Chapter One: Gods and Monsters del DCU.
Gunn ha detto nell'ottobre 2023 che la stagione avrebbe affrontato il suo cambiamento dalla continuity del DCEU a quella del DCU. Nel marzo 2024, ha chiarito che la prima stagione non era canonica al DCU e ha detto che la seconda stagione sarebbe invece successiva dagli eventi di Superman. In quel momento, ha rivelato che Waller era stata rimandata a causa delle controversie sindacali di Hollywood del 2023 e che ora sarebbe stata realizzata prima la seconda stagione di Peacemaker. La produzione doveva svolgersi contemporaneamente a Superman più tardi nel 2024, nell'interesse di preparare la stagione il prima possibile, pertanto Gunn non è stato più in grado di dirigere tutti gli episodi. Ha infine diretto tre episodi, incluso il primo, così come Greg Mottola e Peter Solett che ne hanno diretto degli altri.

### Sceneggiatura
All'ottobre 2023, Gunn stava scrivendo la stagione in seguito alla conclusione dello sciopero della Writers Guild of America del 2023, finendo di scrivere tutti gli otto episodi all'inizio di febbraio 2024.

### Casting
John Cena ha confermato che sarebbe tornato come Peacemaker per la seconda stagione quando è stata ufficialmente ordinata nel febbraio 2022. Nell'aprile 2023, quando ha annunciato il cast della serie animata del DCU Creature Commandos (2024), Gunn ha detto che c'erano dei piani per alcuni doppiatori di riprendere i loro ruoli nei progetti live-action del DCU, evidenziando specificatamente che Frank Grillo è stato scelto come Rick Flag Sr. in tutti i media del DCU. Nel luglio dello stesso anno, Gunn ha detto che Freddie Stroma avrebbe ripreso dalla prima stagione il ruolo di Adrian Chase / Vigilante nel DCU. Riprenderanno il proprio ruolo dalla prima stagione anche Danielle Brooks nei panni di Leota Adebayo, Jennifer Holland nei panni di Emilia Harcourt e Steve Agee nei panni di John Economos. Nel maggio 2024, Gunn ha annunciato che Grillo avrebbe ripreso il ruolo di Flag per tutta la seconda stagione di Peacemaker. Sol Rodríguez, David Denman e Tim Meadows sono stati scelti il mese successivo, con Rodríguez che interpreta Sasha Bordeaux e Meadows nel ruolo di Langston Fleury. Sollett ha indicato a luglio che Joel Kinnaman avrebbe ripreso il ruolo di Rick Flag Jr. da The Suicide Squad nella stagione.

### Riprese
Gunn ha detto nel marzo 2024 che le riprese sarebbero dovute iniziare più tardi quell'anno, contemporaneamente alla produzione di Superman, ai Trilith Studios di Atlanta, in Georgia. Le riprese sono iniziate il 13 aprile, con Gunn che ha effettuato una "pre-ripresa" un sabato per aggirare i suoi impegni con le riprese di Superman. Stava dirigendo tre episodi e aveva assunto altri tre registi per la stagione, tra cui Greg Mottola, che ha diretto il secondo e il terzo episodio, e Peter Sollett, che ha diretto il quarto episodio. Secondo quanto riferito, la lavorazione della stagione si svolgerà tra giugno e settembre 2024. Gunn dirigerà alcuni episodi della stagione.

### Sequenza d'apertura
Dopo che la sequenza dei titoli d'apertura della prima stagione ha ricevuto un'accoglienza positiva, Gunn ha detto che volevano «alzare la posta in gioco» per la seconda stagione. Charissa Barton è tornata a coreografare la sequenza dei titoli della seconda stagione.

## Distribuzione
Il primo episodio debutterà su Max il 21 agosto 2025.